# Indefinita pronomen
Indefinita pronomen är en typ av pronomen, där det man syftar på är obestämt. Svenska akademiens grammatik (SAG) räknar de indefinita pronomenen till kvantitativa pronomen.
Exempel på pronomen som kan räknas som indefinita är "någon", "något", "allting", "flera", "många", "somliga", "vilka som helst", "vem som helst", som i frasen "man kan inte få allting".
Ordklasser.se listar "man" och de relaterade "en" och "ens" som indefinita pronomen; SAG beskriver istället "man" som ett generaliserande pronomen (också i gruppen kvantitatitva pronomen), men också "en indefinit generisk motsvarighet till definita personliga pronomen".
Med indefinita pronomen är man vag i sin syftning; vad eller vem pronomenet syftar på är obestämt.